# EDLP
EDLP（イーディーエルピー）は、Everyday Low Price （英語、エブリデイ・ロー・プライス）の略で、特売期間を設けず、各商品を年間を通じて同じ低価格で販売する価格戦略のことである。これに対し、特売により価格を変動させ、集客を図る手法は HILO（エイチアイエルオー、High-Low Price の略）と呼ばれる。

## 効果
広告により消費者に特売を告知する必要が無いため、販促費の軽減が可能になる。また、特売期間中に利幅の小さい特売品のみが売れる事による粗利の低下を避けることが出来る。
反面、常時低価格販売を行いながら利益を確保するためには、徹底した売上原価の低減とローコストオペレーションが不可欠となる。そのために品目を絞り込んで、1品目辺りの取扱数量を大量に取るため、定番品以外の販売数量の少ない品目は扱われないこともある。

## 導入例
- スーパーマーケット・スーパーセンター
  - 業務スーパー
  - 西友
  - ave - 横須賀市周辺
  - ハローズ - 中四国・近畿に展開
  - バロー - 多治見市の企業、東海地方などに展開
- ホームセンター
  - コーナン - 大阪市、近畿地方
  - コメリパワー - 本社は新潟市
- ドラッグストア
  - ディスカウントドラッグコスモス - 福岡市に本社
- 家電量販店
  - 電激倉庫（撤退 ）- 東北地方
- ディスカウントストア
  - ジェーソン - 関東地区
  - オーケー - 横浜市発・関東地区など
  - ラ・ムー - 中四国・近畿・九州などに展開
- 100円ショップ